# سهر أبو شروف
سهر حمدو أبو شروف مطربة سورية من مواليد مدينة حلب، سوريا (23 أيلول 1988)، عرفها الجمهور العربي إثر مشاركتها في الموسم الثالث لبرنامج أراب آيدول.
ولدت في منطقة القصيلة قرب قلعة حلب، لأسرة محبة للفن حيث تمتلك والدتها وجدتها صوت جميل شبيه للراحلتين سعاد محمد وصباح، ووالدها منشد ديني ومحب لأناشيد المديح النبوي، وكان معارضًا لدخولها المجال الفني.
أحبت الفن من نعومة أظافرها وتشبعت به خاصة بعدما سمعت الراحلة فايزة أحمد.

## البدايات
ساهمت المدرسة في نشأتها الفنية من خلال النشاطات الفنية والمسابقات وكانت تذهب يوميا لصالة معاوية في حلب لتعلم الموشحات والأدوار الحلبية وتغنيها كصولو في مسابقات تحصد فيها المرتبة الأولى دائما.
كانت أول تجارب وقوفها على المسرح بعمر العشر سنوات حيث أدت أغنية ايظن لنجاة الصغيرة في أربعين وفاة الراحل نزار قباني وتتالت مشاركاتها على مسرح صالة معاوية بأغاني منفردة للعمالقة.
درست الاقتصاد لسنة وتركتها لأن ثانويتها العامة اختصاص أدبي فلم تستوعبها، وانتقلت للحقوق ووصلت للسنة الرابعة لكن اشتداد الحرب في سوريا منعها من إكمال دراستها والتخرج.
سجلت أربع اغاني للإذاعة السورية مع الراحلين سهيل عرفة وإبراهيم جودت ومع الملحن مهدي إبراهيم.

## المشاركة في أراب آيدول
شاركت في برنامج اكتشاف المواهب أراب آيدول الموسم الثالث ووصلت لمرحلة 12 مشترك في النهائيات، أبرز ما غنته خلال مشاركتها:
- في مرحلة تجارب الأداء للصبر حدود للسيدة ام كلثوم
- غنيلي شوي مع المجموعة ودويتو مع المطرب المصري محمد رشاد
- اسأل روحك للسيدة ام كلثوم
- بيت الشعر لملكة البادية سميرة توفيق
- دخل عيونك حاكينا لنجاح سلام، وعلى إثرها تم اقصائها من البرنامج.
- وغنت لمرحلة الإنقاذ اترع الكاس وقدك المياس

## مشاركات تلفزيونية
- شاركت ببرنامج driven على mbc اكشن[5]
- شاركت ببرنامج بعدنا مع رابعة في تكريم ملكة البادية سميرة توفيق على تلفزيون الجديد
- شاركت ببرنامج هت الموسم على تلفزيون ام بي سي
- شاركت ببرنامج أهل الطرب على التلفزيون العربي مع الموسيقار صلاح الشرنوبي لتكريم الراحلة وردة الجزائرية
- شاركت ببرنامج عيون بيروت على شبكة أوربت
- شاركت ببرنامج لنا مع رابعة في مدينة حلب على تلفزيون لنا
- شاركت ببرنامج مسابقات رمضان على قناة سما مع شكران مرتجى

## أعمالها

### أغاني منفردة
1. انا سورية 2014، أول أغنية أبصرت النور بعد خروجها من آراب ايدل بأسبوع مع إذاعة المدينة، من كلمات رواد زكور والحان تراث وتوزيع رواد زيدان[6]
2. بتحايل على النسيان 2015، بالتعاون مع شركة إنتاج اوفيس ميديا بمصر، كلمات محمد صبري وألحان وتوزيع محمد عادل.[7]
3. غلطة 2015، كلمات عبدو العلي والحان عمار حمدية وتوزيع عبد الناصر قلعه جي ورواد زيدان.[8]
4. بندم 2015، وبندم بنسخة بيانو صدرت على اذاعة شام اف ام، كلمات رواد زكور الحان وتوزيع نسخة البيانو ماريو بطرس وتوزيع بندم رواد زيدان[9]
5. قلبك وطن 2015، كلمات رواد زكور الحان ماريو بطرس توزيع رواد زيدان[10]
6. شروع في قتل 2015، كلمات باسم النحاس الحان سيد يوسف توزيع رواد زيدان[11]
7. يامالك قلبي 2015، مع شركة الإنتاج اوفيس ميديا كلمات محمد صبري الحان وتوزيع محمد عادل[12]
8. رجعتلي 2016، كلمات والحان جولي عيسى توزيع رواد زيدان[13]
9. ماتحن 2016، صدرت فيديو كليب إخراج احمد زملوط، كلمات محمد أبو نعمة، الحان زوما خليل، توزيع محمد عادل، إنتاج اوفيس ميديا[14]
10. سكني بعيونك كلمات عمار الشيخ، الحان عدنان زغيب، توزيع رواد زيدان[15]
11. جرحي اسمه حلب 2016، كلمات رامي فاضل، الحان سعيد غنايمي، توزيع حمادة شبارة[16]
12. سلملي ع العشق 2017، مع مبادرة الطفولة حياة لأطفال مرضى السرطان، كلمات نعيم زليق، الحان لؤي جرجس، توزيع يزن الصباغ، مكساج وماسترينغ هشام بندقجي، إنتاج الطفولة حياة إياد البني وحبيب داغر[17]
13. فديت اللي فداني 2017، إخراج احمد زملوط، كلمات ايثار جبار الناصري، الحان خالد العبيدي، توزيع مثنى العيسى[18]
14. يي شو بحبك 2017، كلمات عمار إبراهيم، الحان هشام كرم، توزيع علي حسون
15. نص الدنيا تكريم للمرأة العربية مع جمعية نور للإغاثة، كلمات كمالا خير بك، الحان وتوزيع dj عساف، ميكس جوزبف مصلح
16. الست الحلبية 2018، كلمات صفوح شغالة، الحان جورج مارديروسيان، توزيع هشام بندقجي

### ألبومات

#### نفس راجل
صدر بتاريخ 20/7/2017 ويتضمن أربع اغاني هي:
1. نفس راجل كلمات باسم النحاس الحان محمد بدر توزيع احمد منير
2. اعزمني بجد كلمات باسم النحاس الحان محمد بدر توزيع محمد التركي
3. خايفة تنساني كلمات الشاعر السعودي عبد الحميد الجحدلي الحان محمد بدر توزيع سامح باكو
4. القلب عضو غبي كلمات باسم النحاس الحان تراث صعيدي توزيع سامح باكو

#### روح المغنى
صدر صيف سنة 2019 خلال شهري آب وأيلول، وضم تسع أغاني بلهجات عربية متعددة ومن إنتاج يحيى جان.
1. صعبة شوفك كلمات: غادة مخول، ألحان: لؤي جرجس، توزيع: اليكس ميساكيان
2. متل رفيقة كلمات: عزيزة شيخ يوسف، ألحان: orhan Gencebay توزيع: selim Caldiran
3. درب السلامة كلمات: رواد زكور، ألحان: رواد زكور، توزيع: أحمد منير
4. ضحكاتي كلمات: كمالا خير بك، ألحان: Orhan Gencebay، توزيع: Selim Caldiran
5. باسم المغرب كلمات: عزيزة شيخ يوسف، ألحان وتوزيع: Yasar Gaga
6. بيانو قديم كلمات: رواد زكور، الحان: Mustafa Sandal، توزيع: Volga Tamöz
7. قلبي أتعلم كلمات: عزيزة شيخ يوسف، الحان: intizar، توزيع: سليم جالديران
8. وردة مالهاش مكان كلمات: باسم النحاس، موسيقى وألحان: صالح يورتاش
9. أشقر ومكحل الأغنية اهداء للإعلامي والمنتج يحيى جان، كلمات والحان: رواد زكّور